# Hrabstwo Nelson (Dakota Północna)

Piramida wieku hrabstwa

Hrabstwo Nelson (ang. Nelson County) to hrabstwo w stanie Dakota Północna w Stanach Zjednoczonych. Hrabstwo zajmuje powierzchnię 2 612,62 km². Według szacunków United States Census Bureau w roku 2006 liczyło 3 289 mieszkańców. Siedzibą administracji hrabstwa jest miasto Lakota.

## Miejscowości
- Aneta
- Dahlen (CDP)
- Lakota
- McVille
- Michigan City
- Petersburg
- Pekin
- Tolna